# NORD (ジャパノイズ・グループ)
NORD（ノール）は、ジャパノイズ・デュオ。日本で最初にノイズのフルアルバムを発売（ピナコテカレコード）した2人組グループ。
NORDとはフランス語で北を意味し、「音楽の極北」を目指す、という意志を持って名づけられた。片山敏と及川洋により、メルツバウと同時期の1980年代初頭に東京で活動開始。1983年には片山が率いるNORDと及川が率いるNORD（実質上及川のソロ）に分裂。片山は伊藤真とその後20年間ライブと制作活動を展開。ピナコテカと及川ソロ以外のNORD名義の音源はすべて片山/伊藤時代の作品である。唯一のノイズ専門誌『電子雑音』の田野編集長は、彼らを数少ない東京のノイズユニットの双璧と呼び、片山NORDのライブに頻繁に顔を出していた。

## 概要
- 東京ノイズのもう一方の雄、Merzbowと片山NORDは頻繁にコラボレーションも行った。
- Merzbow、NORD、K.K.Null(当時Null)による、横浜市民ギャラリーにおけるアートとノイズ演奏とのコラボレーションもある。
- 秋田昌美のZSFレーベルから、当時の音源がリリースされていた。

## 代表作品
- NORD (ピナコテカ・レコード)
- L∴S∴D∴ (L∴S∴D∴ Records) - 及川NORD
- NG Tapes (L∴S∴D∴ Records) - 及川NORD
- Ego Trip (L∴S∴D∴ Records) - 及川NORD
- 「NORD／Elecronic Inisiaetion」(Kinky Disc)
- 「NORD／December Calling」(japanoise.records)
- 「Merzbow with NORD」(ZSF)
- 「Nord Live Materials」（Vanilla Records）
- 「Come Again Ⅱ」(VA.Silent Records,USA)